# Cinq pièces pour piano (Schönberg)
Pour les articles homonymes, voir Cinq pièces pour piano.
Cinq pièces pour piano (Fünf Klavierstücke), opus 23, est un recueil pianistique d'Arnold Schönberg. Composé entre 1920 et 1923, ce cycle constitue le premier essai abouti de musique sérielle.
La dernière pièce, Valse, est la première pièce écrite à partir de la série fondamentale de douze sons, donc strictement dodécaphonique, les quatre autres n'utilisant qu'une série incomplète de sons et intervalles. Le compositeur déclare : « À l'inverse de la manière courante de se servir d'un motif, je m'en servais déjà presque comme d'une série de douze sons fondamentale. Je construisais d'autres motifs et thèmes en partant de cette série, et aussi des accompagnements et autres accords »[réf. nécessaire]. En composant cette œuvre athématique et dissonante, il cherche une rupture avec le système tonal. Elle fut considérée comme une « musique dégénérée » (Entartete Müsik) par le régime nazi.

## Structure
1. Sehr langsam (« très lent »)
2. Sehr rasch (« très rapide »)
3. Langsam (« lent »)
4. Schwungvoll (« plein d'élan »)
5. Walzer (« valse »)

## Discographie sélective
- Maurizio Pollini, Intégrale des pièces pour piano de Schönberg, DG
- Andrew Zhou, Vienne et après...

## Source
- François-René Tranchefort (dir.), Guide de la musique de piano et de clavecin, Paris, Fayard, coll. « Les indispensables de la musique », 1987, 870 p. (ISBN 978-2213016399, BNF 34978617), p. 652